# Institut de hautes études en administration publique
 (août 2018).
 (août 2018).
Si vous disposez d'ouvrages ou d'articles de référence ou si vous connaissez des sites web de qualité traitant du thème abordé ici, merci de compléter l'article en donnant les références utiles à sa vérifiabilité et en les liant à la section « Notes et références ».
L’Institut de hautes études en administration publique (IDHEAP) est un institut universitaire de l'Université de Lausanne (Suisse) qui prépare aux fonctions les plus élevées des administrations publiques et parapubliques du pays et au niveau international. C'est l'école nationale d'administration suisse qui forme les futurs leaders de l'administration. Accrédité au niveau international (EAPAA), l’IDHEAP est aussi un observateur et un fournisseur de conseils reconnu par les administrations, les responsables politiques et la Confédération. L’IDHEAP, enfin, est un centre de recherches interdisciplinaires, fondamentales et appliquées, participant en toute indépendance scientifique aux réseaux nationaux et internationaux de recherches sur le secteur public.
L'IDHEAP se concentre sur l'étude de l'administration publique, un champ interdisciplinaire visant à développer les connaissances scientifiques sur la conduite des affaires publiques et la direction des institutions qui en sont responsables. Ces connaissances s'appuient sur plusieurs disciplines des sciences humaines et sociales, comme le droit, l'économie, le management, la sociologie et la science politique, adaptées aux spécificités du secteur public et parapublic. L'IDHEAP est le seul institut universitaire suisse totalement consacré à ce champ de la connaissance.
Au niveau de l'enseignement, l'IDHEAP propose un Master of public administration (MPA), diplôme post-grade de troisième cycle, qui représente l'équivalent du Master of business administration (MBA) pour le secteur public ; un Master en politique et management publics destiné à des titulaires d'un bachelor (Master PMP) et un doctorat en administration publique.

## Vision
À l’interface entre théorie et pratique de l’administration publique, l’Institut de hautes études en administration publique est le pôle national d’excellence contribuant à l’analyse des mutations du secteur public et à une meilleure gouvernance de l’État de droit à tous ses niveaux, en pleine coopération avec ses partenaires universitaires suisses et étrangers.

## Mission
Au service de ses étudiants, du secteur public et de la société dans son ensemble, l’IDHEAP a une triple mission qui résulte de sa vision :
- Enseignement universitaire accrédité au niveau master et post-master, ainsi que formation continue de qualité des élus et cadres publics ;
- Recherche fondamentale et appliquée en administration publique reconnue au niveau national et international, et valorisée dans le secteur public suisse ;
- Expertise et conseil indépendants appréciés par les organismes publics mandataires et enrichissant l’enseignement et la recherche.

## Fondateurs
L’IDHEAP a été créé sous la forme d’une «Fondation pour un Institut de hautes études en administration publique». L’initiateur en est Enrico Bignami (en), ancien administrateur délégué de Nestlé et créateur de l’IMEDE, devenu depuis l’IMD, à Lausanne-Ouchy. Au nombre des fondateurs figurent l’État de Vaud, l’Université de Lausanne, l’École polytechnique fédérale de Lausanne et l’Association des amis de l’IDHEAP. Depuis le 1er janvier 2014, l'IDHEAP est un institut de la Faculté de droit, des sciences criminelles et d'administration publique de l'Université de Lausanne.

### Présidents
- 1981-1988 : Olivier Long, ambassadeur de Suisse, négociateur des Accords d'Évian
- 1988-1997 : Pierre Languetin, président de la direction de la Banque nationale suisse
- 1997-2004 : Arthur Dunkel, directeur général de l'Accord général sur les tarifs douaniers et le commerce (aujourd’hui Organisation mondiale du commerce)
- 2005-2016 : Barbara Haering, ancienne conseillère nationale, membre du European Area Research Board

### Directeurs
- 1981-1994 : Raimund E. Germann, professeur en administration publique et politiques institutionnelles
- 1995-2002 : Peter Knoepfel, professeur de politiques publiques et durabilité
- 2003-2011 : Jean-Loup Chappelet, professeur de management public et systèmes d’information
- 2012-2016 : Martial Pasquier, professeur de management et de marketing public[1]
- 2016-2020 : Andreas Ladner professeur d'administration suisse et politiques institutionnelles
- 2021- : Nils Soguel, professeur de finances publiques

## Histoire
- 1981 : Création de la fondation le 23 avril
- 1982 : Convention avec l’Université de Lausanne (UNIL) et début des cours le 5 octobre au BFSH 1
- 1983 : Ouverture du Centre de recherche de l’avenue de Provence. Signature de la Convention avec l’Office fédéral du personnel
- 1984 : Lancement de cours de brève durée pour l’État de Vaud
- 1987 : Reconnaissance par la Confédération suisse. Création d’une salle informatique
- 1990 : Accord de coopération avec l’Institut européen d’administration publique de Maastricht (IEAP)
- 1991 : « Semestrialisation » de l’enseignement. Lancement des séminaires soleurois sur l’Europe
- 1992 : Installation au Vieux-Collège de Chavannes-près-Renens.
- 1994 : Création du titre Master of public administration (MPA). Lancement des séminaires pour spécialistes et cadres (SSC)
- 1995 : Introduction du doctorat IDHEAP-Université de Lausanne
- 1997 : Autonomisation des unités d’enseignement et de recherche
- 1998 : Premier doctorat en administration publique
- 1999 : Inauguration de l’annexe Mouline
- 2000 : Entrée en fonction du contrat de prestations avec l’État de Vaud  et la Confédération
- 2001 : Accord de coopération avec l’École nationale d'administration publique du Québec (ENAP)
- 2003 : « Trimestrialisation » de l’enseignement. Convention de coopération avec le centre de Management public de l’Université de Berne
- 2005 : Conventions avec l'Instituto Nacional de Admintração (INA) à Lisbonne, Portugal et l'Université Sun Yat Sen (Zhongshan) à Canton, Chine
- 2005 : Accréditation du Master of public administration (MPA) par l'EAPAA (European Association for Public Administration Accreditation)
- 2005 : Accréditation de l'IDHEAP par la Conférence universitaire suisse, à la suite du rapport de l'OAQ (Organe d’accréditation et d’assurance qualité des hautes écoles suisses)
- 2006 : Ouverture des cours du premier Master de Bologne en Politique et Management Publics (Master PMP).
- 2007 : La Conférence universitaire suisse confie à l'IDHEAP la direction du Pôle suisse en administration publique
- 2008 : Pour la première fois, l'IDHEAP dépasse 70 collaborateurs
- 16 septembre 2010 : inauguration du nouveau bâtiment de l'IDHEAP, sur le campus de l'Université de Lausanne[2].
- 2014 : L'IDHEAP intègre l'Université de Lausanne dans la Faculté de droit, des sciences criminelles et d'administration publique  au 1er janvier[3]

## Champ d’action: L'ADN de la fonction publique

### Enseignements
Créer de la valeur ajoutée
- Offrir une formation de niveau postgrade avec à la clé un Master of Advanced Studies in Public Administration (MPA), un Master of Arts spécialisé en administration publique (Maîtrise universitaire en Politique et Management Publics) et un doctorat en administration publique délivré par l'Université de Lausanne.
- Offrir aux spécialistes et cadres des administrations publiques la possibilité d’acquérir rapidement les compétences nécessaires pour accomplir leur mission et de mettre à jour leurs connaissances grâce au Diploma of advanced studies en administration publique (DAS), au Certificat exécutif en management et action publique (CEMAP), aux Certificate of advanced studies (CAS) et à différents Séminiaires pour spécialistes et cadres (SSC)
- Procurer l’enseignement d’une équipe pluridisciplinaire de professeurs du plus haut niveau
- Proposer un programme de cours attractifs utilisant une pédagogie évolutive et interactive

#### Association des diplômés
Membre associé de l’IDHEAP, l’association  a été fondée en 1986. Grande de quelque 500 membres, elle a pour but de développer un réseau assurant l’échange et le contact professionnel comme personnel parmi les anciens étudiants de l’institut. L’association contribue aussi à la mise à jour des savoirs scientifiques et professionnels de ses membres, ainsi qu’à la promotion de l’image de l’institut.

### Recherche
L’IDHEAP se distingue par une recherche proche du terrain. Les différents pôles de recherches sont très variés et sont distribués dans les unités suivantes : administration suisse et politiques institutionnelles, droit public, économie de la régulation, finances publiques, management de l'information, management public et gestion des ressources humaines, management public et marketing, management public et systèmes d'information, politiques locales et évaluation des politiques publiques, politiques publiques et durabilité et politiques sociales.
La recherche au sein de l'IDHEAP a pour but d'ouvrir de nouveaux horizons en : 
- Conduisant des travaux de recherches fondamentales et appliquées, disciplinaires et interdisciplinaires
- Collaborant avec d’autres instituts universitaires de recherche en Suisse et à l’étranger
- Créant et étendre des réseaux de recherches nationaux et internationaux.

#### Publications
Les publications de l’institut sont divisées en plusieurs lignes. D’abord l’on trouve les Cahiers de l’IDHEAP qui regroupent les recherches les plus abouties dans les différentes unités de recherche. Ensuite, il y a les Working paper de l’IDHEAP qui recensent les recherches qui font toujours l’objet d’une discussion au sein de la communauté scientifique. Enfin existe la collection Contribution à l’action publique créée en 2006 en collaboration avec Presses polytechniques et universitaires romandes qui se fixe pour objectif de réunir chaque année en un ouvrage collectif des contributions scientifiques sur un thème important pour l'action publique.
L’IDHEAP publie aussi régulièrement les ouvrages de ses chercheurs sur des thématiques utiles au bon fonctionnement des organisations publiques. La publication phare présentée par l’institut est sans aucun doute le Manuel d’administration publique suisse qui se veut un recueil d’articles de la plupart des chercheurs de l’institut utile pour l’étudiant, la personne responsable du pilotage de l’action publique ou tout citoyen prompt à mettre à jour son savoir sur les institutions administratives suisses.

### Expertise et service à la Cité
À chacune des unités de recherches est attribuée une tâche d’expertise utile et reconnue aux responsables du pilotage des missions publiques. Cette expertise est précieuse pour le bon exercice de la fonction publique. Les chercheurs de l’IDHEAP sont régulièrement invités à donner leur point de vue dans les médias dans leur qualité d’experts.